# Mein Herz hüpft und lacht
Mein Herz hüpft und lacht (Originaltitel:  Mitt hjärta hoppar och skrattar) ist ein Kinderbuch der schwedischen Schriftstellerin Rose Lagercrantz und der schwedischen Illustratorin  Eva Eriksson. Im zweiten von sechs Bänden der (Dunne-)Reihe berichtet Dunne von ihrem Besuch bei ihrer besten Freundin Ella Frida in Norrköping, wo sie glückliche Osterferien verbringt. Ihre Situation in der Schule ist weniger glücklich, denn ihre Freundinnen Micki und Vicki ignorieren Dunne und sind gemein zu ihr, bis Dunne sie schließlich mit Ketchup bespritzt und aus Versehen die Lehrerin trifft.
Mein Herz hüpft und lacht erschien 2012 beim Bonnier Verlag in schwedischer Sprache und 2013 beim Moritz Verlag  in deutscher Übersetzung. Es wurde von Angelika Kutsch ins Deutsche übersetzt und 2014 mit dem Kinderbuchpreis des Landes Nordrhein-Westfalen ausgezeichnet.

## Inhalt
In dem Buch wird in Form von einem Rückblick von Dunnes Besuch bei Ella Frida in Norrköping erzählt. Norrköping ist einer der schönsten Orte, den sie kennt, da es dort einen Park mit einem besonders schwer zu erkletternden Baum gibt. Dunne und Ella Frida bezwingen diesen Baum und spielen dort Affe. Bei diesen Ausflügen büßen sie einige Küchenstühle ein, die sie brauchen, um den ersten Ast zu erreichen, und dann immer wieder im Park vergessen. Als Ella Fridas Mutter dies verbietet, spielen sie zuhause mit den Meerschweinchen oder Kuscheltieren. Die beiden wagen einen Fluchtversuch, als Dunne von ihrem Papa abgeholt werden soll. Dieser misslingt allerdings.
Dunne ruft sich diese glückliche Erinnerung ins Gedächtnis, als sie alleine im Speisesaal sitzt, denn ihre Freundinnen Micki und Vicki wollen nichts mehr mit ihr zu tun haben, seit Knubbel, eine Klassenkamerad, die Liebeserklärungen der beiden Mädchen ignoriert und stattdessen an Dunne Interesse zeigt.
Dunnes Lehrerin möchte Dunne in die Gruppe integrieren, als sie Dunne alleine sitzen sieht, und setzt sie ausgerechnet zwischen Micki und Vicki. Die beiden sind gemein zu Dunne und kneifen sie so lange, bis Dunne vor Wut Micki mit Ketchup bespritzt. Sie zielt auch auf Vicki, trifft aber stattdessen ihre Lehrerin. Entsetzt läuft Dunne nach Hause, wo sie zu allem Überfluss auch noch eine Vase zerbricht, und schließt sich in ihr Zimmer ein, aus dem ihr Papa sie nur mit einem Pfannkuchen-Essen hervorlocken kann. Er möchte, dass Dunne sich entschuldigt, doch als sie ihm ihre blauen Flecken zeigt, wird er sehr wütend und stürmt mit ihr zur Schule. Dort werden Micki und Vicki mit den blauen Flecken konfrontiert, können sich jedoch nicht zu einer Entschuldigung überwinden, weshalb Dunne großzügig darauf verzichtet.
Unterbrochen wird das Ereignis von einem Besuch. Es ist Ella Frida, die sich im Auto ihres Extra-Papas (der Mann ihrer Mutter) versteckt hat, um Dunne zu sehen. Diese hat zum Glück immer den Platz neben sich für Ella Frida freigehalten und die beiden Freundinnen fühlen sich für einen Tag in ihre gemeinsame Zeit zurückversetzt.

## Figuren

### Hauptfiguren
Dunne
Dunne lebt mit ihrem Papa, der Katze und den Meerschweinchen Schnee und Flocke im Hummelweg in Stockholm. Ihre Mutter starb, als Dunne noch sehr klein war, weshalb sie nur wenige Erinnerungen an sie hat. Dunne hat großen Spaß an der Schule und versteht sich mit allen Mitschülern gut. Ihre einzige richtig gute Freundin ist aber Ella Frida, die sie in den Osterferien besuchen darf. Obwohl sie sehr vergesslich ist, weiß sie, dass sie Ella Frida nie vergessen könnte. Dunne lebt ein glückliches Leben, denn „die Male, die sie unglücklich war, zählt sie ja nicht“ (121).

### Nebenfiguren
Ella Frida
Ella Frida ist die beste Freundin von Dunne. Sie lebt in Norrköping mit ihrer Mama, ihrer Schwester, ihrem Meerschweinchen und ihrem Extra-Papa Ulf, den sie Uffe nennt. Von ihrem echten Papa spricht sie nie. Sie vermisst Dunne so sehr, dass sie sich in Uffes Auto versteckt, um Dunne zu besuchen, als dieser nach Stockholm fährt.
Papa
Dunnes Papa ist alleinerziehend und kommt aus Rom, wo seine Familie noch immer wohnt. Er und Dunne besuchen diese regelmäßig. Er ist ein sehr feinfühliger Vater und beruhigt seine Tochter mit Pfannkuchen, statt mit ihr zu schimpfen, als sie in der Schule mit Ketchup spritzt.
Knubbel
Knubbel ist der aktuelle Schwarm von Micki und Vicki. Er interessiert sich jedoch mehr für Dunne und schenkt ihr sogar einen Kaugummi. Am meisten aber interessiert er sich für Fußball und übt in der Pause fleißig, da er Ärger von seinem Papa bekommt, wenn seine Mannschaft verliert.
 Micki und Vicki
Micki und Vicki sind beste Freundinnen. Vicki putzt sich ständig die Zähne, denn ihre Mama ist Zahnärztin. Beide verlieben sich ständig in Jungs aus der Klasse. Zurzeit sind sie in Knubbel verliebt. Eigentlich ist auch Dunne mit ihnen befreundet, doch da Knubbel die beiden zurückgewiesen hat und stattdessen Dunne mag, sind sie gemein zu ihrer ehemaligen Freundin. Auch zu anderen Kindern aus der Klasse sind sie manchmal gemein.